# Verbascum arctotrichum
Verbascum arctotrichum är en flenörtsväxtart som beskrevs av Svante Samuel Murbeck. Verbascum arctotrichum ingår i släktet kungsljus, och familjen flenörtsväxter. Inga underarter finns listade i Catalogue of Life.